# Baisuntau
Der Gebirgszug Baisuntau (usbekisch Boysuntogʻ; russisch Байсунтау) umfasst die südwestlichen Ausläufer des Hissargebirges im Südosten von Usbekistan. Der Köýtendag schließt sich am südwestlichen Ende des Gebirges an.
Der Baisuntau erstreckt sich über eine Länge von etwa 150 km in Nordost-Südwest-Richtung. Seine maximale Höhe beträgt 4424 m. Mehrere linke Nebenflüsse des Qashqadaryo, darunter der Oqsuv, entspringen an der Nordwest- bzw. Nordflanke des Gebirgszugs. Die Südostflanke wird vom Flusssystem des Surxondaryo entwässert.
Das Gebirge besteht aus Kalkstein, Sandstein und Schieferton. In tieferen Hanglagen wächst halbwüstenähnliche Vegetation. Darüber findet man Wacholder und alpine Grasflächen.
Im äußersten Süden des Gebirgszugs befindet sich die Teschik-Tasch-Höhle, eine archäologische Fundstelle. Weitere bedeutende Höhlen sind Boi-Bulok (14,2 km lang, 1415 m tief), Festivalnaya-Ledopadnaya (16 km lang, 625 m tief) sowie Dark Star (9,5 km lang, 858 m tief).